# Tall Mārān
Tall Mārān (persiska: تُل ماران, Tol Mārān, تلّ ماران) är en ort i Iran.   Den ligger i provinsen Chahar Mahal och Bakhtiari, i den centrala delen av landet, 500 km söder om huvudstaden Teheran. Tall Mārān ligger 1 624 meter över havet och antalet invånare är 706.
Terrängen runt Tall Mārān är huvudsakligen kuperad, men åt sydost är den bergig.Runt Tall Mārān är det ganska glesbefolkat, med 38 invånare per kvadratkilometer. Närmaste större samhälle är Lordegān, 4,9 km nordost om Tall Mārān. Omgivningarna runt Tall Mārān är i huvudsak ett öppet busklandskap.